# Blitzlichtbirne
Eine Blitzlichtbirne ist ein mit Magnesiumdraht oder Magnesiumfolie und einem sauerstoffhaltigen Gas gefüllter Glaskolben mit herausgeführten Stromanschlüssen, der hauptsächlich bei der Fotografie zum Erzeugen eines Lichtblitzes diente. Später wurde das Magnesium durch Zirconium ersetzt. Diese (Pyro-)Technik ist weitgehend veraltet und wurde durch (Gasentladung in) Blitzröhren (Elektronenblitz) abgelöst.

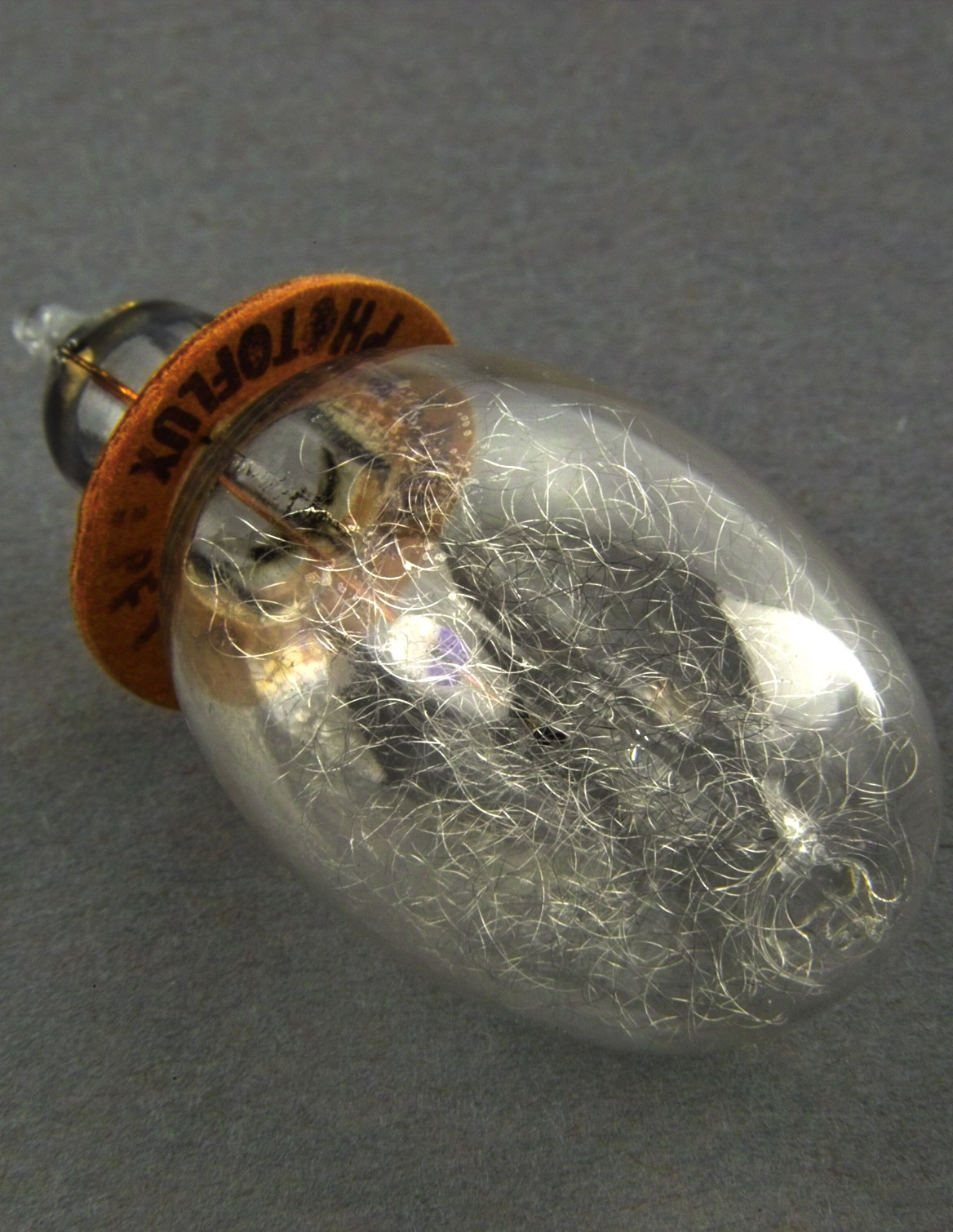
Blitzlichtbirne „Photoflux“ von Philips mit Magnesiumfäden

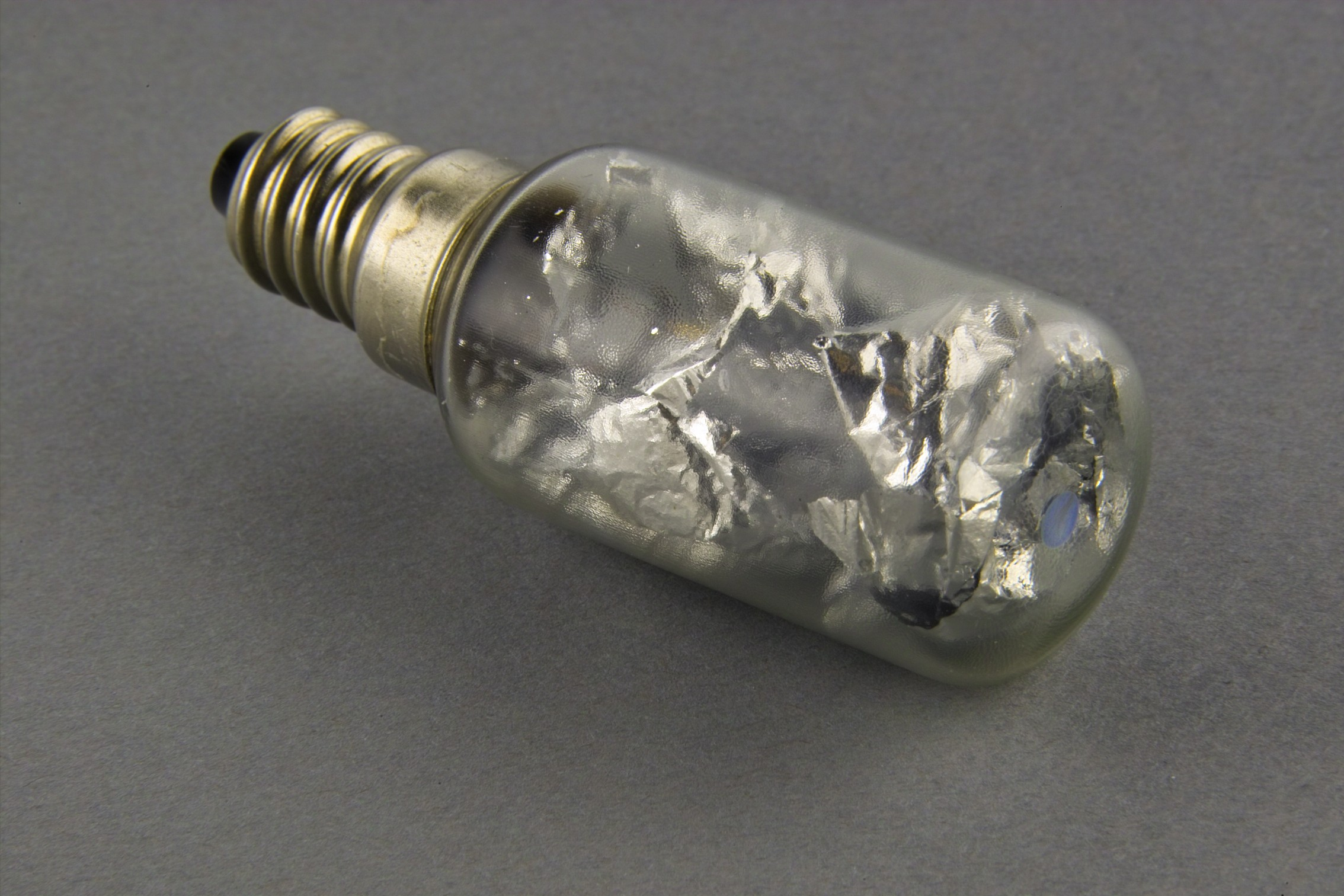
Blitzlichtbirne mit Magnesiumfolie

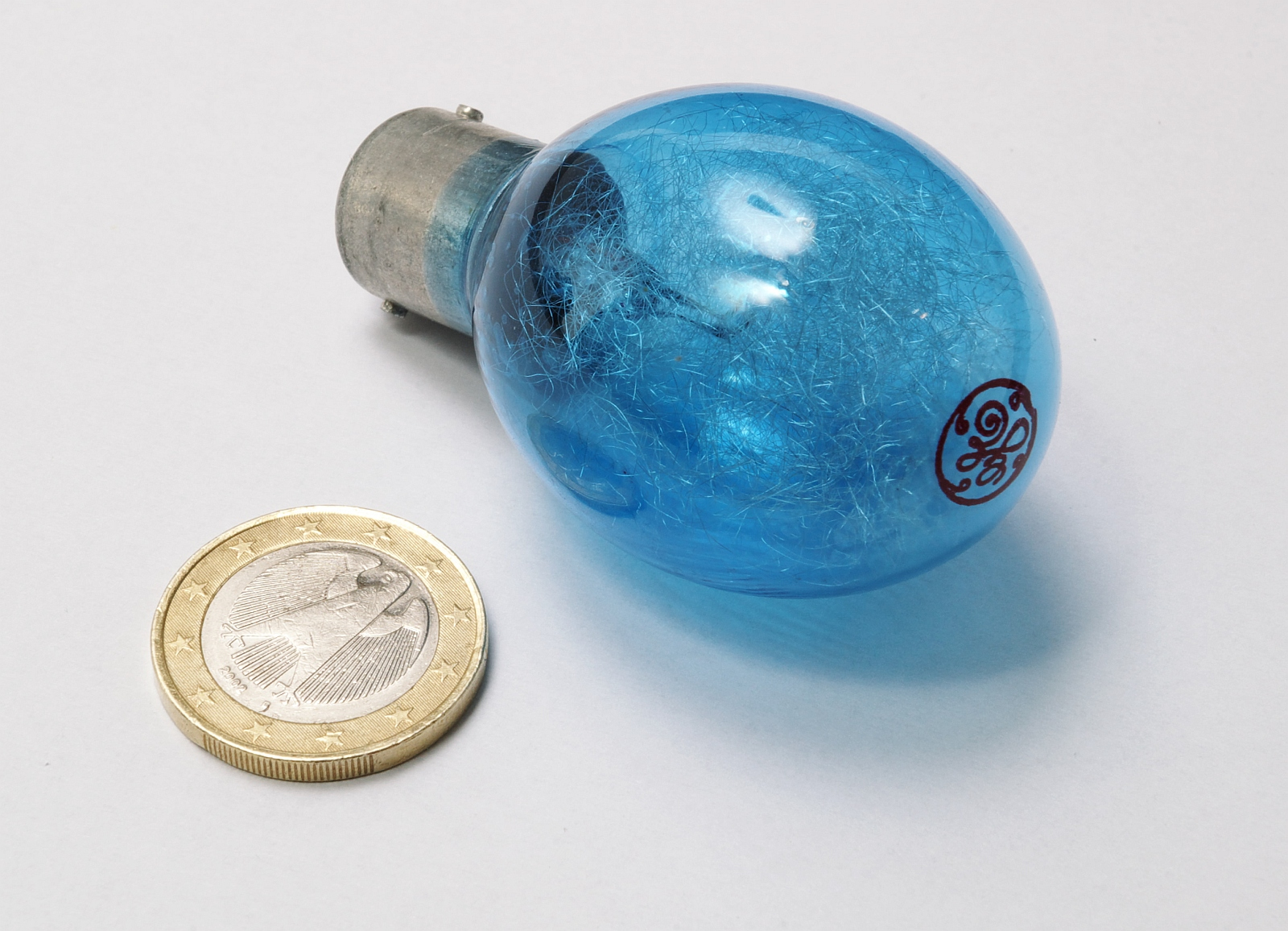
Für Aufnahmen mit Tageslichtfarbfilm blau eingefärbte Blitzlichtbirne

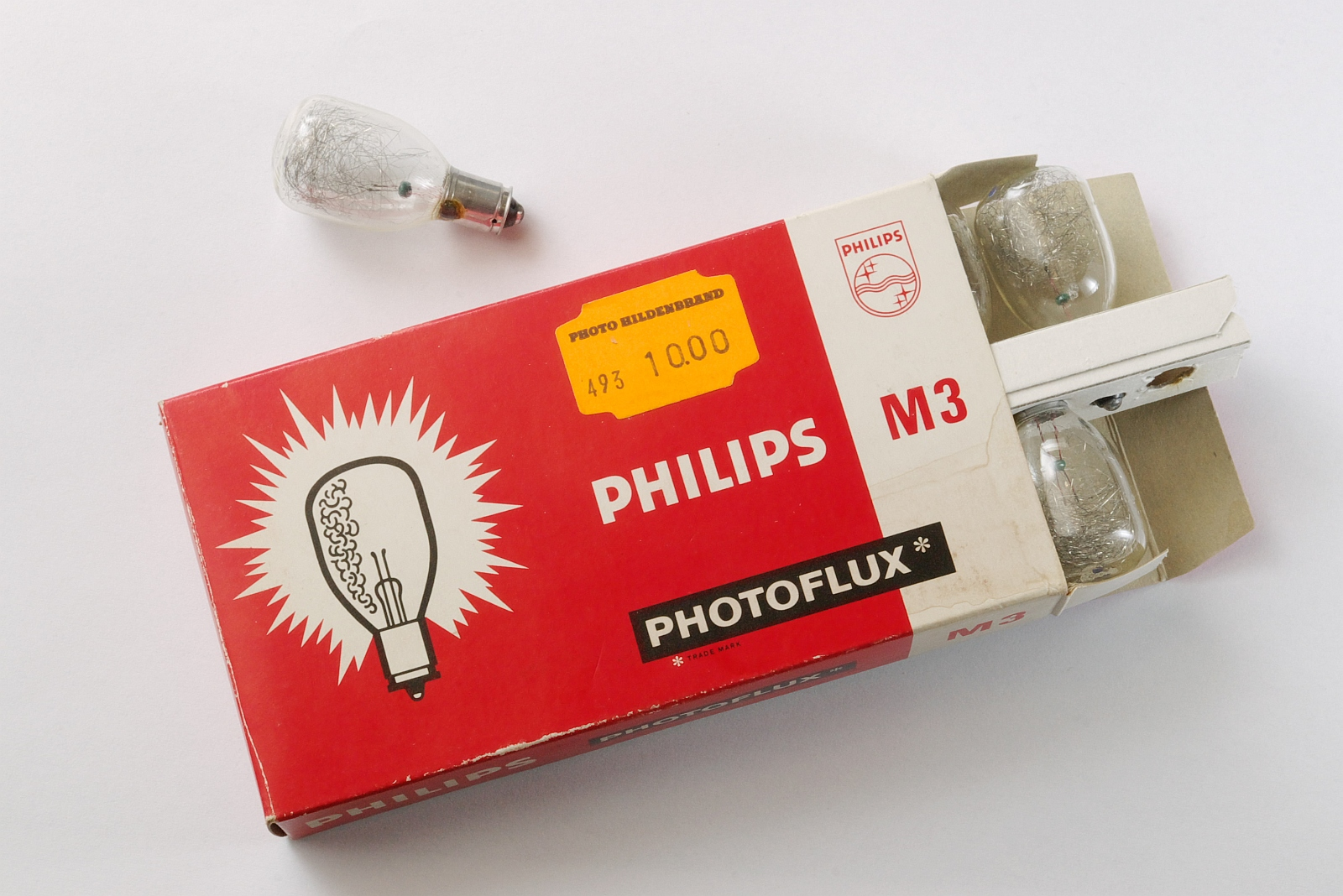
Photoflux M3 mit Leitzahl 65 bei ISO 100

## Funktionsweise
Durch Anlegen einer Spannung an die beiden Elektroden beginnt der Draht zu glühen und entzündet sich im Sauerstoff unter greller Lichterscheinung. Die Wärmeentwicklung sowie das entstehende Magnesiumoxid bringen meist das Glas des Birnenkolbens zum Bersten. Daher wurden die späteren Blitzbirnen mit einer Kunststofflasur überzogen. Diese Schicht wird weich und verhindert so das Versprengen von Glassplittern in die Umgebung. Einmal verwendete Blitzlichtbirnen können nicht wiederverwendet werden.
Die Dauer der Lichtabgabe ist durch den chemischen Verbrennungsprozess und das Nachglühen der Drahtreste und Magnesia-Flocken je nach Birne bis zu 100 mal länger als beim Elektronenblitz. Das fotografische „Einfrieren“ sehr schneller Bewegungsabläufe ist aus diesem Grund mit Blitzbirnen nur eingeschränkt möglich.
Der Verlauf der Lichtabgabe normaler Blitzlichtbirnen ist relativ ungleichmäßig, auch ist der Zeitraum zwischen Zündung und maximaler Lichtabgabe relativ groß. Damit werden Belichtungszeiten von 1/30 Sekunde oder länger erforderlich, bei kurzen Verschlusszeiten wird mit dem Kameraverschluss so synchronisiert, dass die Zündung bereits vor dem Öffnen des Verschlusses erfolgt (M-Synchronisation). Wegen der relativ langen Brenndauer sind insbesondere bei Kameras mit Schlitzverschluss keine kurzen Verschlusszeiten möglich, sie würden zu einer sehr ungleichmäßigen Belichtung führen. Um dieses Problem zu umgehen, wurden sogenannte FP-Blitzlichtbirnen entwickelt (von engl. focal plane), die eine vergleichsweise lange, gleichmäßige Brenndauer aufwiesen und somit die Verwendung von Schlitzverschlüssen ermöglichten.

## Einsatzbereich
Ursprünglich waren die Blitzlichtbirnen nicht gefärbt. Klare Blitzbirnen haben eine Farbtemperatur von etwa 4.000 Kelvin und sind ohne Konversionsfilter somit weder mit Kunstlicht- noch mit Tageslichtfarbdiafilm einsetzbar. Mit der steigenden Popularität der Farbfotografie wurden zunehmend Tageslichtbirnen hergestellt, bei denen der Glaskolben beziehungsweise der Kunststoffüberzug bläulich eingefärbt waren und die Farbtemperatur auf etwa 5.500 K angehoben wurde. So kann mit einem entsprechenden Film auch bei Innenaufnahmen eine neutrale Farbwiedergabe erreicht werden.
Blitzlichtbirnen wurden auch in einer Kaskade zusammen verbaut. Für die bekannte Polaroid-Kamera SX-70 gab es „Flash Bars“ mit je zehn Birnchen, die – aufgesteckt auf die Kamera – pro Bild nacheinander gezündet wurden. Blitzwürfel enthalten vier Birnchen, nach jeder Blitzaufnahme wurde der Würfel manuell, selten automatisch um 90 Grad weitergedreht.
Im Zuge der Preissenkungen auf dem Elektronikmarkt und weiterer Miniaturisierung verdrängte der Elektronenblitz die Blitzlichtbirne nahezu vollständig. Sie werden jedoch aufgrund einiger Vorteile noch für Nischenanwendungen verwendet:
- Birnen erzielen gegenüber tragbaren Elektronenblitzgeräten eine hohe Lichtmenge bei kleinen Abmessungen und geringem Gewicht.[3]
- Sie sind unabhängig vom elektrischen Stromnetz, im Gegensatz zu vergleichbar leistungsstarken Blitzanlagen.

So werden große Blitzlichtbirnen nach wie vor verwendet zur Fotografie von Höhlen, nächtlichen Architektur- und Landschaftsaufnahmen, Ausleuchtung großer Innenräume (Kathedralen, Bahnhöfe) und allgemein in der Großformatfeldfotografie mit ihren oft kleinen Blendenöffnungen.

## Geschichte

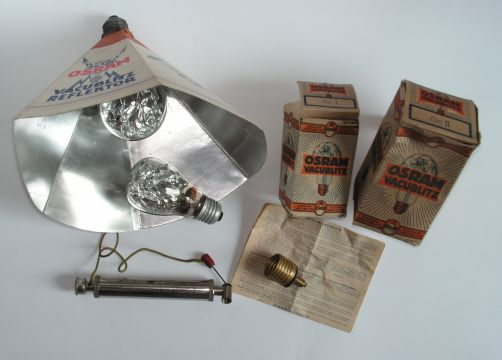
Das Vacublitzprogramm der Firma „Osram“ von 1932

### Glaslampen
Dem Physiker Johannes Ostermeier, der bei der Firma Hauser arbeitete, gelang 1928 die Entdeckung, dass reines Magnesium (oder auch Aluminium), das in einer Blitzlichtbirne in einer Sauerstoffatmosphäre untergebracht war, elektrisch gezündet werden konnte und dabei blitzartig (in etwa 1/30 Sekunde) unter großer Helligkeitsentwicklung verbrannte. Er ließ die technische Erfindung durch Patente schützen. Diese Blitzlichtbirnen konnten nur einmal verwendet werden und wurden sehr heiß, erzeugten allerdings beim (gelegentlich vorkommenden) Zerplatzen nur noch eine kleine Explosion. Um das zu verhindern, wurden die Blitzlichtbirnen mit einer zähen Lackschicht versehen, die ab 1950 auch hellblau gefärbt war, um eine tageslichtähnlichere Lichtfarbe zu erzielen. Geraume Zeit wurden ungefärbte Blitzlämpchen für die Schwarzweißfotografie parallel zu den für Farbaufnahmen nötigen blauen Blitzlämpchen hergestellt. Die Lichtausbeute wurde durch einen Reflektor gesteigert, die Blendung des Photographen dadurch vermindert. Unter den Bezeichnungen Vacublitz, Sashalite und Photoflux vermarkteten die Firmen Osram, General Electric und Philips diese Erfindung bis in die 1980er Jahre, dabei wurden die Blitzbirnen von anfänglich normaler Glühlampen-Bauform mit Edison-Sockel (Schraubgewinde) immer weiter miniaturisiert. Typische „moderne“ Blitzbirnen hatten eine Leitzahl von etwa 36 (AG3) bis 45 (AG1) bei ISO100.
Der erste synchron arbeitende Blitz am Fotoapparat wurde 1935 mit der Exakta Modell B der Firma Ihagee in Dresden mit „Vacublitz“-Birnen der Firma Osram realisiert. 1949 erfand auch Artur Fischer eine Blitzsynchronisation. Agfa erwarb die Vermarktungsrechte an der Erfindung, die zu einem großen Erfolg wurde.

### Blitzwürfel

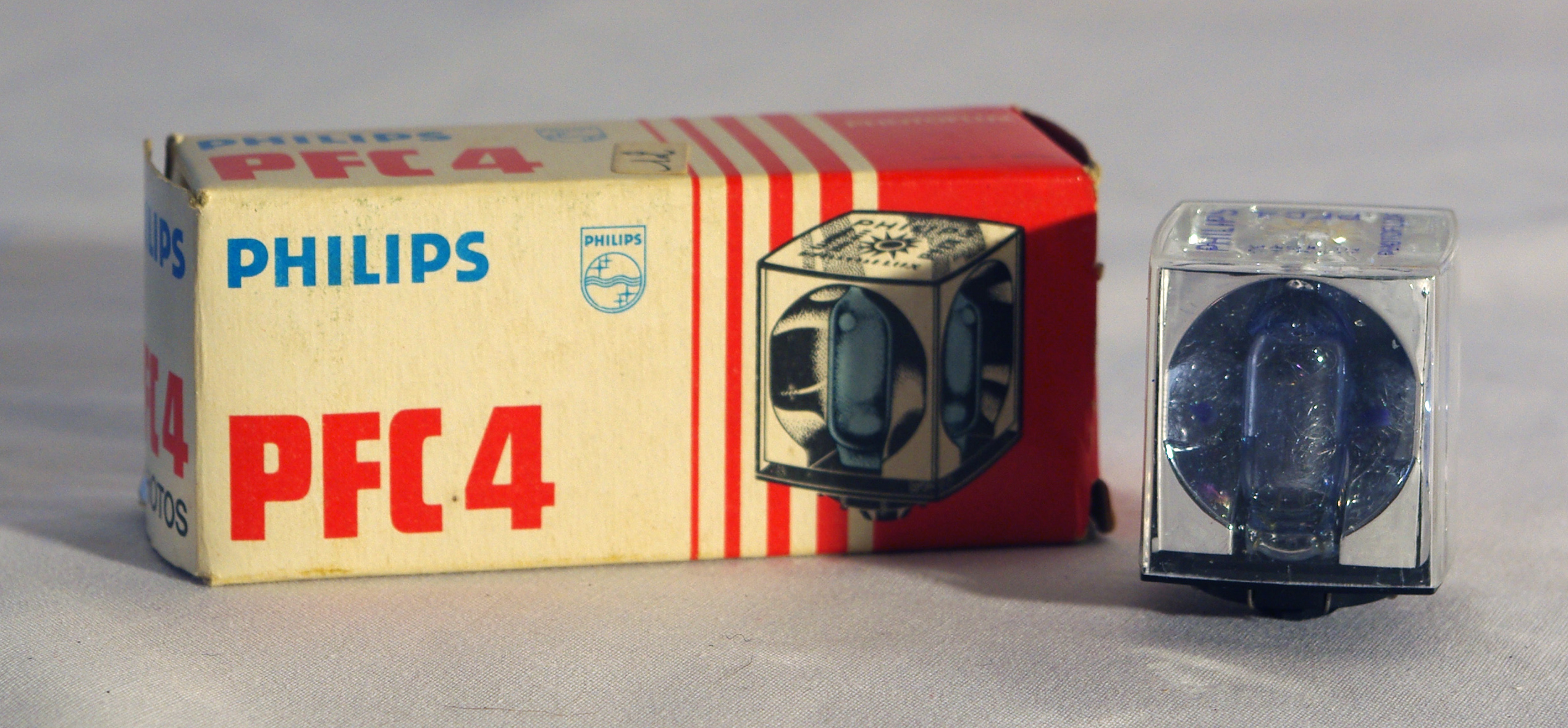
Flashcube

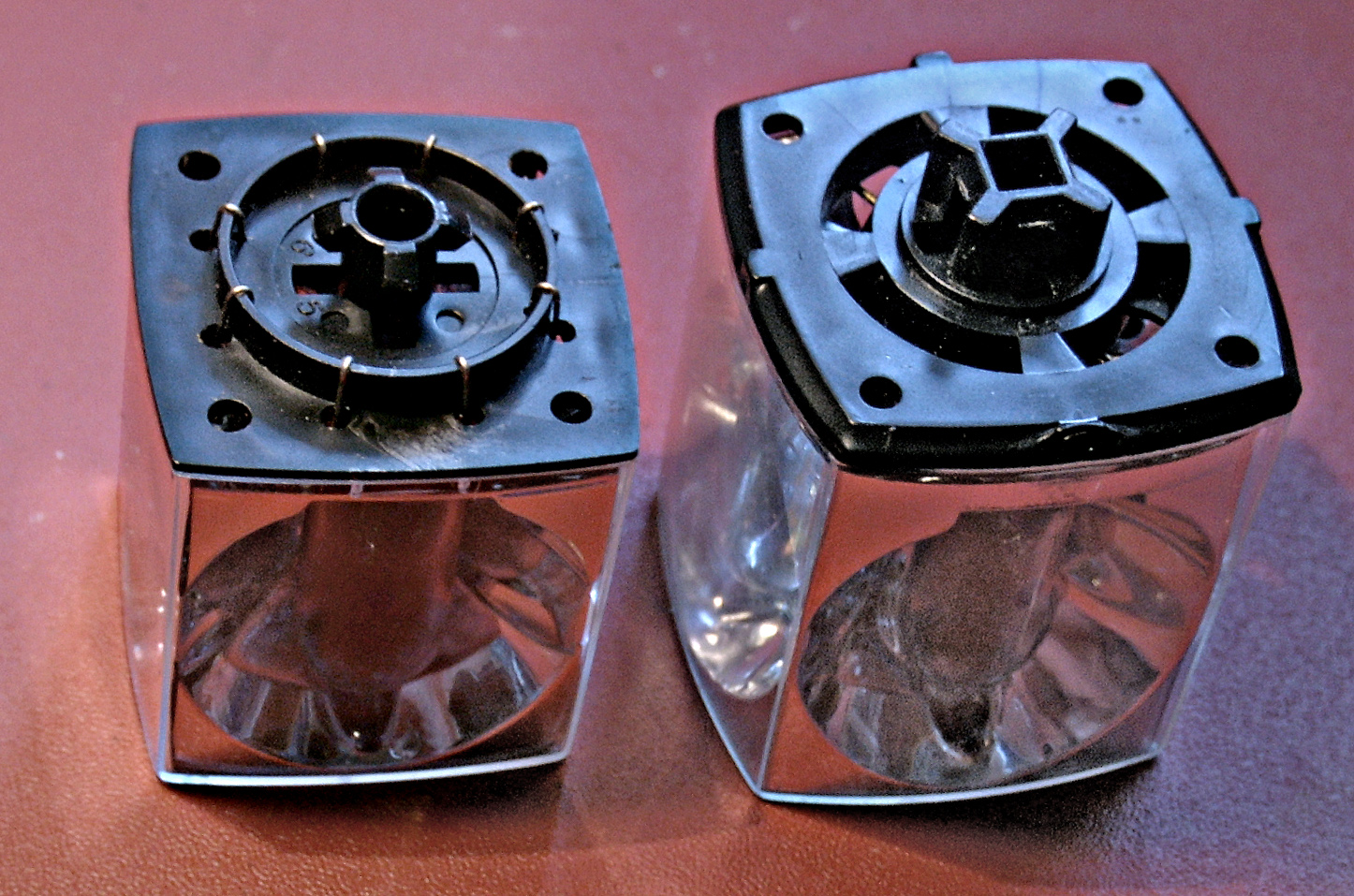
Flashcube und Magicube: Der Flashcube wird elektrisch gezündet, der Magicube mechanisch durch einen Schlagbolzen.

#### N-Blitzwürfel (Flashcube)

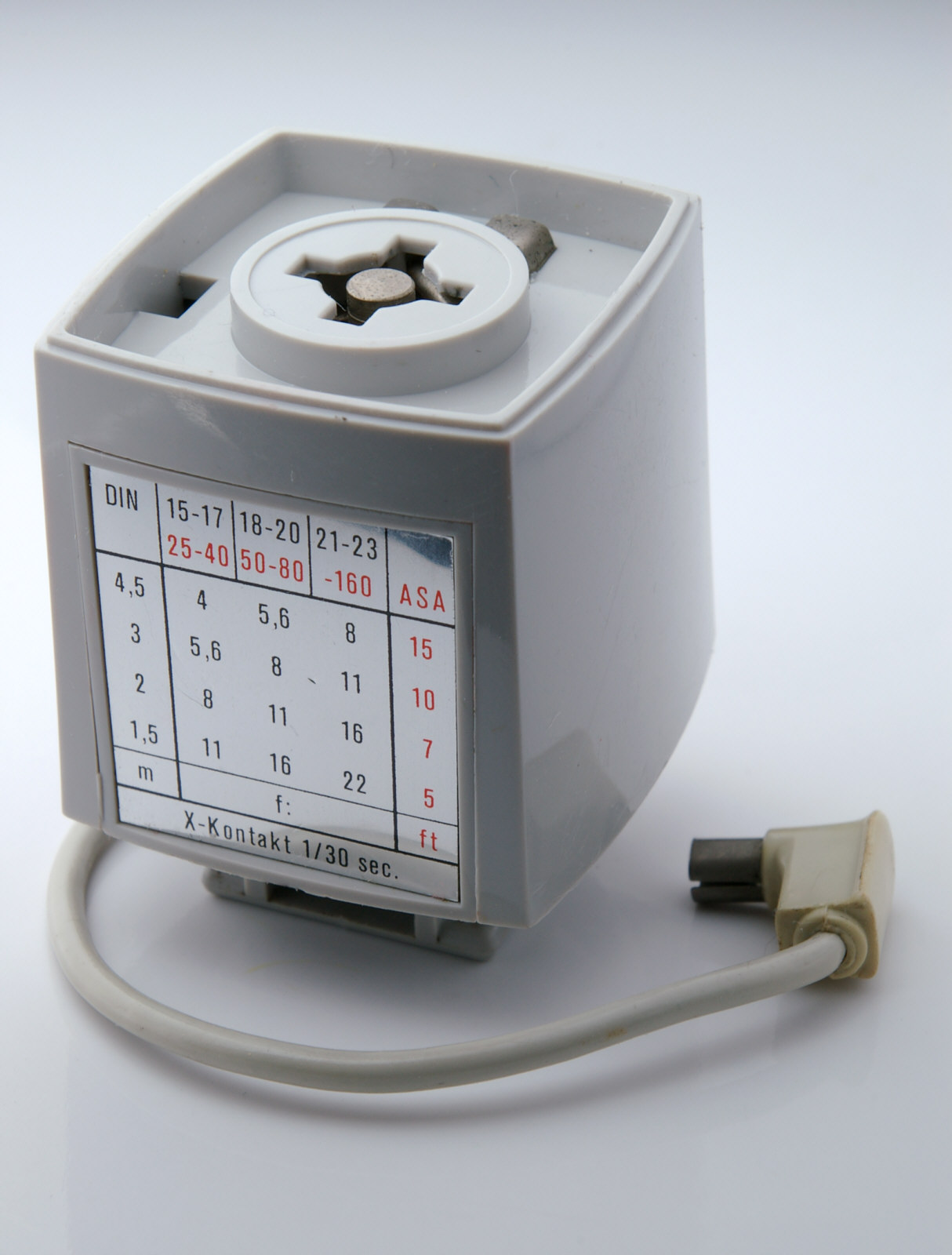
Adapter für N-Blitzwürfel, Ansicht der Leitzahltabelle

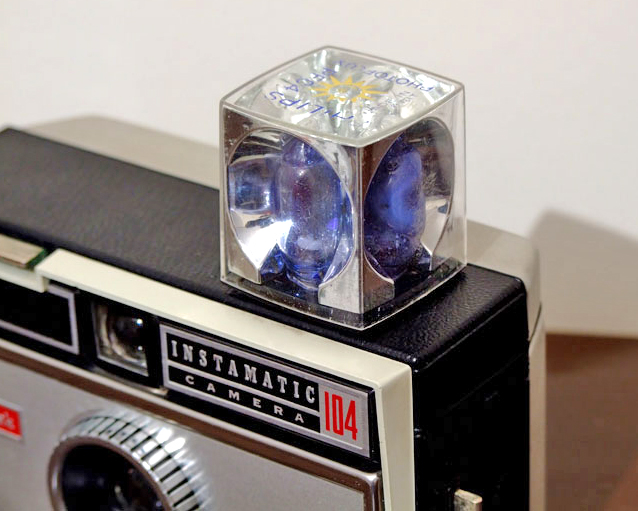
Instamatic-Kamera mit Blitzwürfel

Sylvania stellte 1965 den Blitzwürfel vor, der vier Blitzlichtbirnen enthielt. Es handelte sich dabei um eine annähernd kubische Haube aus transparentem Kunststoff, unter der sich vier Blitzbirnchen befanden, jeweils mit einem eigenen Reflektor ausgerüstet. Die Anschlussdrähte dieser Blitzbirnen ragten unten aus dem Gehäuse heraus und waren elektrisch mit der Kamera verbunden. Es gab zum einen spezielle Blitzgeräte, welche die Würfel aufnahmen, zum anderen Kameras mit eingebauter Fassung. Nach jeder Aufnahme musste der Würfel gedreht werden, was entweder manuell oder automatisch vonstattenging. Bei besseren Kameras war dazu die Blitzwürfel-Fassung mit dem Filmtransport gekoppelt. Nach vier Blitzaufnahmen war der Würfel aufgebraucht. Das Zünden eines N-Blitzwürfels erforderte eine Batterie und einen Kondensator, beides musste in das Blitzgerät bzw. die Kamera eingebaut sein. Die Leitzahl betrug 25 bei einer Filmempfindlichkeit von ISO 100/21°, die Leuchtdauer etwa eine 1/30 Sekunde.

#### X-Blitzwürfel (Magicube)

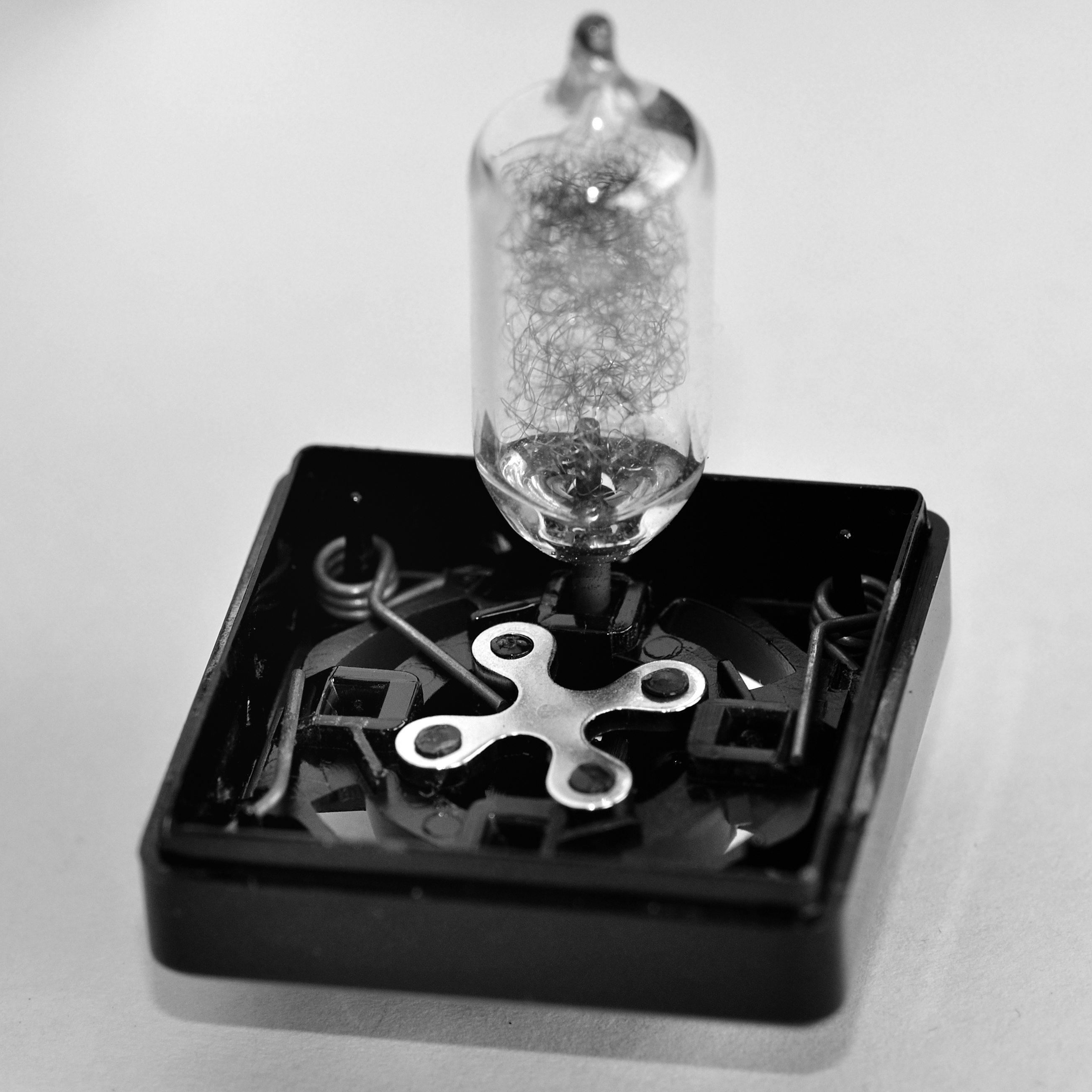
Magicube Auslösemechanismus

Die für die N-Blitzwürfel erforderliche Batterie trieb den Kaufpreis der Kameras in die Höhe und verminderte deren Zuverlässigkeit. Schließlich konnte der Gelegenheitsfotograf leicht vergessen, die Batterie rechtzeitig zu wechseln. Um diese Probleme zu umgehen, stellte Sylvania 1970 mit dem Magicube einen neuen Blitzwürfel mit mechanischer Zündung vor. Dieser war oben auf dem Gehäuse mit einem X gekennzeichnet und nicht kompatibel zu den N-Blitzwürfeln. X-Blitzwürfel konnten nur mit Kameras verwendet werden, die eine entsprechende Fassung besaßen. Häufig kennzeichneten die Hersteller diese Modelle mit einem X in der Modellbezeichnung, beispielsweise Kodak Instamatic 233-X. Aus der Kamera fuhr beim Auslösen ein Stößel heraus, der in eine dafür vorgesehene Öffnung im Blitzwürfel drückte. Damit gab er einen gespannten Draht frei, der gegen einen Stift schnellte, der wiederum in den Glaskolben eingearbeitet war und dort die erschütterungsempfindliche pyrotechnische Füllung entzündete. Die mitunter verbreitete Erklärung, dass ein Piezoelement einen elektrischen Impuls und damit den Blitz auslösen würde, ist falsch. Mit X-Anschlüssen wurden zumeist Kameras für Pocket- und Instamatic-Film ausgestattet. X-Blitzwürfel besaßen geringfügig größere Abmessungen als N-Würfel. Ihre Leitzahl betrug ebenfalls 25 bei ISO 100/21°.

#### Topflash
Bei der Verwendung von Blitzwürfeln auf Pocketkameras kam es bei Personenaufnahmen leicht zu roten Augen. Der Grund dafür lag im geringen Abstand zwischen Objektiv und Blitzbirnchen. Abhilfe schuf ein Distanzstück (Magicube Extender), das häufig mit den Kameras mitgeliefert wurde. Da dessen Einsatz aber leicht vergessen werden konnte, stellte Philips mit dem Topflash eine vor Fehlbedienung geschützte Lösung vor. Es handelte sich um ein hohes, aber flaches Gehäuse mit acht Blitzbirnchen, die in zwei Reihen übereinander lagen. Das Gehäuse hatte in ungefähr die gleiche Fläche wie eine übliche Pocketkamera, so dass es flach auf die Kamera gelegt meist problemlos mit in die Kameratasche passte. Ein Topflash besaß zwei Anschlüsse, einen an der Ober- und einen an der Unterseite. Zunächst wurde einer der beiden Anschlüsse in die Kamera gesteckt, dann konnten nacheinander die oberen vier Birnchen gezündet werden. Umdrehen des Topflashs erlaubte das Verwenden der übrigen vier Birnchen. Dadurch war immer ein ausreichender Abstand zwischen Objektiv und Lichtquelle sichergestellt. Ein Topflash besaß elektrische Kontakte und wurde mit einem Piezoelement in der Kamera gezündet, wodurch es keine Batterie benötigte. Von hinten konnte man die noch intakten Blitzbirnchen an einem gelben Punkt erkennen, der mit dem Abbrennen verschwand. Die Leitzahl betrug entsprechend den Blitzwürfeln 25 bei ISO 100/21°. Das Topflash ist mit der extrem erfolgreichen Baureihe Agfamatic Pocket 2008 / 3008 / 4008 sehr bekannt geworden. Die „8“ in den Bezeichnungen deutete dabei auf die acht Blitzbirnchen hin. Es gab aber auch Firmen, die 2×5 Birnchen eingebaut hatten.

Extender für X-Würfel ("Magicube")

#### Flashbar
Für Polaroid-Sofortbildkameras gab es spezielle Einmalblitze mit zehn Blitzbirnchen, die in einem Gehäuse zu je fünf pro Seite nebeneinander lagen. Sie wurden wie bei den N-Blitzwürfeln elektrisch gezündet – da die betreffenden Kameras sowieso mit einer Batterie arbeiteten, stellte das keinen Nachteil dar; die Kameraelektronik steuerte selbständig das nächste zündbare Lämpchen an. Die Leitzahl betrug im Hinblick auf die (aufgrund der großen Brennweite) lichtschwachen Objektive der Sofortbildkameras hohe 45 bei ISO 100/21°.